# Araranguá
Araranguá, amtlich Município de Araranguá, ist eine Stadt im Bundesstaat Santa Catarina im Süden Brasiliens.
Die Bevölkerungszahl wurde zum 1. Juli 2018 auf 67.578  Einwohner geschätzt, die auf einem Gebiet von 303,2 km² leben. Die Bevölkerungsdichte liegt bei 202 Personen pro km².
Die Stadt ist Distriktshauptstadt. Sie liegt im Süden von Santa Catarina und ist von vorwiegend italienischen Immigranten geprägt. Weinberge und Thermalquellen befinden sich in und um Araranguá.
Etwa 10 km vom Stadtrand entfernt mündet der Rio Araranguá ins Meer. Anfang des 20. Jahrhunderts wurde hier Kohle abgebaut.

## Söhne und Töchter der Stadt
- Gilberto Martinho (1927–2001), Schauspieler
- Moacyr Grechi (1936–2019), römisch-katholischer Ordensgeistlicher, Erzbischof von Porto Velho
- Uendel Pereira Gonçalves (* 1988), Fußballspieler
- Ramon Abatti (* 1989), Fußballschiedsrichter